# Csasztoozjorjei járás

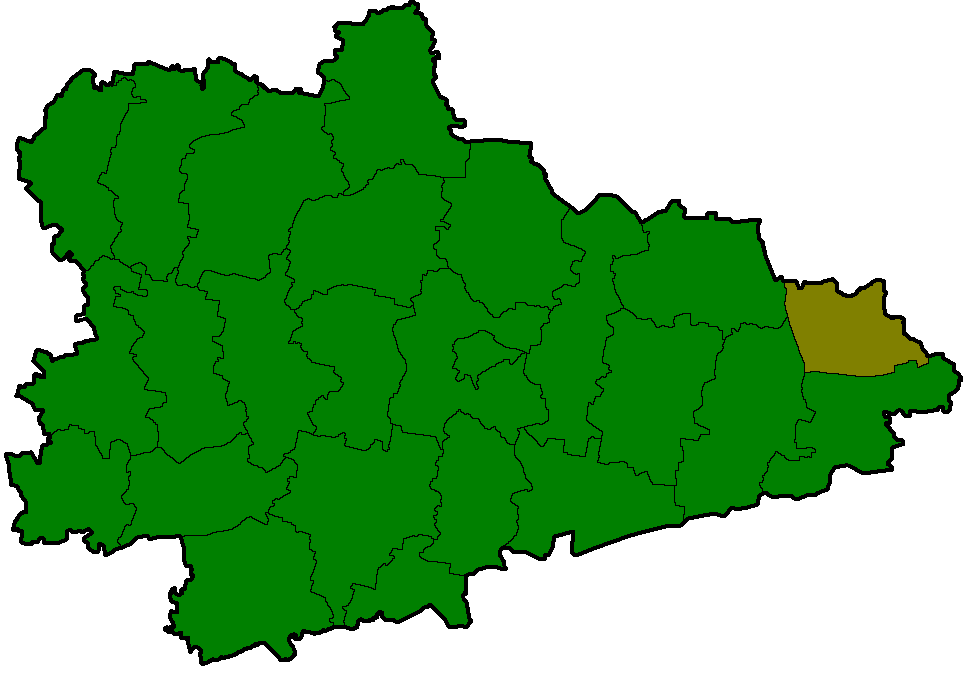
A Csasztoozjorjei járás a Kurgani területen

A Csasztoozjorjei járás (oroszul Частоозерский район) Oroszország egyik járása a Kurgani területen. Székhelye Csasztoozjorje.

## Népesség
- 1989-ben 9 178 lakosa volt.
- 2002-ben 7 762 lakosa volt.
- 2010-ben 5 924 lakosa volt, melyből 5 451 orosz, 260 kazah, 47 csecsen, 28 ukrán, 21 örmény, 17 moldáv, 13 fehérorosz stb.